# Michał Kwaśniewicz
Michał Kwaśniewicz (ur. 4 września 1920 w Olszaniku, zm. 12 października 2014) – polski rolnik i działacz ludowy, poseł na Sejm PRL VI i VII kadencji.

## Życiorys
Uzyskał wykształcenie podstawowe. Pracował we własnym gospodarstwie rolnym we wsi Leszczyny (pod Kłodzkiem). Podczas II wojny światowej walczył w 2. Armii Wojska Polskiego. W 1964 przystąpił do Zjednoczonego Stronnictwa Ludowego. W następnym roku został prezesem Powiatowego Komitetu ZSL w Kłodzku, potem zasiadał w prezydium Wojewódzkiego Komitetu partii w Wałbrzychu. Współorganizował kółka rolnicze w Leszczynach i jej okolicy. Był radnym, a także zastępcą przewodniczącego Komisji Rolnej Powiatowej Rady Narodowej. Zasiadał w Powiatowym Komitecie Frontu Jedności Narodu. Był także działaczem Związku Bojowników o Wolność i Demokrację. W 1972 i 1976 uzyskiwał mandat posła na Sejm PRL w okręgach kolejno Ząbkowice Śląskie i Wałbrzych. Przez dwie kadencje zasiadał w Komisji Obrony Narodowej. Ponadto w trakcie VI kadencji był członkiem Komisji Przemysłu Ciężkiego i Maszynowego, a w trakcie VII w Komisji Górnictwa, Energetyki i Chemii.
Pochowany na cmentarzu komunalnym przy ul. Dusznickiej w Kłodzku.

## Odznaczenia
- Złoty Krzyż Zasługi
- Srebrny Krzyż Zasługi
- Krzyż Walecznych
- Medal 30-lecia Polski Ludowej
- Odznaka 1000-lecia Państwa Polskiego
- Odznaka Grunwaldzka
- Odznaka „Zasłużony dla Dolnego Śląska”